# Peter Feldbauer
Peter Feldbauer (* 2. Februar 1945 in Thomasroith bei Ottnang am Hausruck, Oberösterreich) ist ein österreichischer Historiker.

## Leben
Feldbauer besuchte in Thomasroith die fünfklassige Volksschule und dann das Bundesrealgymnasium Vöcklabruck (Matura im Juni 1964). Ab dem Wintersemester 1964/65 studierte er an der Universität Wien Germanistik und Geschichte; ab dem 5. Semester spezialisierte er sich auf Wirtschafts- und Sozialgeschichte.
Seit 1970 war er Assistent, seit 1977 Dozent, seit 1997 außerordentlicher Professor am Institut für Wirtschafts- und Sozialgeschichte der Universität Wien. 1971 DAAD-Stipendium und 1974 Humboldt-Stipendium (beide in München), 1980 viermonatige Forschungstätigkeit in Paris, 1988 sechs Monate in México D.F., seit 1992 Lehrtätigkeit an der Université du Luxembourg bzw. am 2003 gegründeten Centre Universitaire de Luxembourg.
Arbeitsschwerpunkte zur Verfassungs- und Sozialgeschichte des spätmittelalterlichen Österreich; Wirtschafts- und Sozialgeschichte Wiens im 19. Jahrhundert (Wohnungsfrage, Jugendfürsorge); Europäische Expansion und überseeische Entwicklung im Zeitalter des Imperialismus. Seit Mitte der 1980er Jahre spezialisierte er sich auf die Themenschwerpunkte Vorstufen und Anfänge der Europäischen Expansion 10.–16. Jahrhundert (besonders Italiens Rolle im Mittelmeerraum und am Atlantik; Islamische Welt – kein Frühfall von Unterentwicklung; Portugal in Asien); Weltwirtschaftskrise in Mexiko (1929/34); Mega-Städte im kapitalistischen Zentrum und in den Ländern der Peripherie (besonders Mexiko-Stadt und Ostasiens boomende Megastädte: Hongkong, Singapur und Shanghai).
Seit 1990 organisierte er Ringvorlesungen zur Geschichte Außereuropas an den Universitäten Wien und Graz.
In Zusammenhang damit gründete er die Buchreihen "Historische Sozialkunde", "Edition Weltregionen", "Querschnitte", "Expansion. Interaktion. Akkulturation" sowie „Globalgeschichte und Entwicklungspolitik“.
Als geschäftsführender Herausgeber betreute er etwa 50 Bände in diesen Reihen.